# Franchi LF 62
 (octobre 2018).
Si vous disposez d'ouvrages ou d'articles de référence ou si vous connaissez des sites web de qualité traitant du thème abordé ici, merci de compléter l'article en donnant les références utiles à sa vérifiabilité et en les liant à la section « Notes et références ».
La Franchi LF 62 est une carabine de police semi-automatique.

## Description
C'est une variante à canon long de la mitraillette Franchi LF 57.

## Historique
Sa fabrication par l'usine Luigi Franchi Spa a débuté en 1963.